# 洪安镇 (秀山县)
洪安镇，是中华人民共和国重庆市秀山土家族苗族自治县下辖的一个乡镇级行政单位。

## 行政区划
洪安镇下辖以下地区：
边城社区、贵塘村、贵亚村、贵措村、三阳村和美其村。